# Adrenaline Mob
Gli Adrenaline Mob sono un supergruppo groove metal statunitense, fondato nel 2011 da Mike Portnoy, Russell Allen e da Mike Orlando.

## Storia del gruppo
La loro prima esibizione dal vivo risale al 24 giugno 2011 al Hiro Ballroom di New York, nel quale hanno fatto la loro apparizione anche il bassista Paul Di Leo (Fozzy) ed il chitarrista ritmico Rich Ward (Stuck Mojo/Fozzy). Per promuovere la band, hanno pubblicato un video su YouTube di una reinterpretazione dei Black Sabbath "The Mob Rules", il 27 giugno 2011. Alla fine del 2011 hanno annunciato tramite la loro pagina Facebook che avrebbero pubblicato il loro primo studio album, Omertà, il 13 marzo 2012 e ne hanno mostrato anche la grafica di copertina. Il 7 gennaio 2012, la band ha annunciato l'abbandono di Rich Ward e Paul Di Leo a causa di conflitti con le date dei tour delle altre band a cui questi appartengono. L'8 febbraio 2012 è stato annunciato che John Moyer (Disturbed) sarà il loro nuovo bassista. John ha effettuato il suo debutto live il 12 marzo al Hiro Ballroom di New York City, un giorno dopo la pubblicazione dell'album Omertà.

Il 4 giugno 2013, Portnoy ha pubblicato un comunicato con il quale ha spiegato di aver abbandonato il gruppo:
A rimpiazzarlo è stato A.J. Pero dei Twisted Sister. Il 3 dicembre 2013 il gruppo ha annunciato che il loro secondo album, intitolato Men of Honor sarebbe stato pubblicato il 18 febbraio in Nord America e il 24 febbraio a livello internazionale. Il 20 marzo 2015 A.J. Pero è stato trovato morto nel bus del gruppo a causa di un attacco cardiaco.
Il 22 marzo 2017 il gruppo ha annunciato la pubblicazione del terzo album in studio intitolato We the People, presentando inoltre il nuovo bassista e batterista: David "Dave Z" Zablidowsky e Jordan Cannata. Dopo la pubblicazione dell'album il 2 giugno attraverso la Century Media Records, il gruppo è andato in tour a supporto dell'album.
Il 14 luglio 2017, durante un viaggio tra due tappe del tour nordamericano, il gruppo è stato coinvolto in un grave incidente stradale in cui hanno perso la vita Zablidowsky e la tour manager Jane Train (morta alcuni giorni dopo l'incidente a causa delle gravi ferite); i restanti componenti del gruppo hanno riportato gravi lesioni.

## Formazione
Attuale
- Russell Allen – voce (2011-presente)
- Mike Orlando – chitarra (2011-presente)
- Jordan Cannata – batteria (2016-presente)

Ex componenti
- Rich Ward – chitarra ritmica (2011-2012)
- Paul DiLeo – basso, cori (2011-2012)
- Mike Portnoy – batteria (2011-2013)
- A.J. Pero – batteria (2013-2015)
- John Moyer – basso (2012-2014)
- Erik Leonhardt – basso (2014-2017)
- David "Dave Z" Zablidowsky – basso (2017)

## Discografia

### Album in studio
- 2012 – Omertà
- 2014 – Men of Honor
- 2017 – We the People

### EP
- 2011 – Adrenaline Mob
- 2013 – Covertà
- 2015 – Dearly Departed